# Пітер Амброзяк
Пітер Амброзяк (англ. Peter Ambroziak; нар. 15 вересня 1971, Каната) — канадський хокеїст, що грав на позиції крайнього нападника.
Пітер народився в сім'ї канадців українського походження.

## Ігрова кар'єра
Професійну хокейну кар'єру розпочав 1992 року виступами в хокейній лізі Онтаріо захищаючи кольори команди «Оттава 67-і».
1991 року був обраний на драфті НХЛ під 72-м загальним номером командою «Баффало Сейбрс».
Усю професійну клубну ігрову кар'єру провів виступаючи здебільшого в АХЛ захищаючи кольори команди «Рочестер Американс» та інших. також виступав за клуби ІХЛ, ЦХЛ та ЗАХЛ.
У складі «Баффало Сейбрс» провів лише 12 матчів, зробив одну результативну передачу.
По завершенні кар'єри гравця спочатку головний тренер, а згодом спортивний директор однієї з юніорських команд ЗАХЛ.